# LAC Halensee Berlin
Der LAC Halensee Berlin war ein erfolgreicher Leichtathletikverein in Berlin.
Der Verein wurde 1988 mit dem speziellen Ziel der Förderung von Spitzenathleten gegründet. Er unterstützte jährlich bis zu 15 Athleten, geriet aber 1998 aufgrund ausbleibender Sponsorengelder in finanzielle Schwierigkeiten. Bereits 1996 ermittelte die Staatsanwaltschaft gegen den Verein wegen des Verdachts von Wirtschaftsvergehen. Ende 2000 beendete er sein Engagement für den Spitzensport.
Dem Verein gehörten zahlreiche Olympiateilnehmer an, wie etwa Dietmar Koszewski, Carsten Köhrbrück, Andreas Erm, Kofi Amoah Prah, Nico Motchebon, Ronald Weigel, Beate Gummelt und Peggy Beer.